# Веслање (спорт)
Веслање је појединачни и екипни спорт на води, у којем појединац или више њих који се налазе у чамцу покрећу чамац у којем седе снагом својих мишића преко полуга која се зову веслима. Весла су дугачке полуге која на једном крају имају рукохват, док други крај који је шири и пљоснатији (лопата) улази у воду. Веслачка такмичења зову се регате. Веслање је стандардни олимпијски спорт, а врло је популаран и као академски спорт, посебно раширен на универзитетима у Уједињеном Краљевству и САД.
Веслање је један од најстаријих олимпијских спортова. Иако је било на програму за игре 1896. године, трке се нису одржале због лошег времена. Мушки веслачи се такмиче од Летњих олимпијских игара 1900. Женско веслање је уврштено у олимпијски програм 1976. Данас постоји четрнаест класа чамаца који се такмиче на Олимпијским играма. Поред тога, управно тело овог спорта, Светска веслачка федерација, одржава годишње Светско првенство у веслању са двадесет и две класе чамаца.
На шест континената, 150 земаља сада има веслачке федерације које учествују у овом спорту. Главна домаћа такмичења одржавају се у доминантним веслачким нацијама и укључују трку чамаца и краљевску регату Хенли у Уједињеном Краљевству, Првенство Аустралије у веслању у Аустралији, регату Харвард-Јејл и главну Чарлсову регату у Сједињеним Државама, и краљевску канадску Хенли регату у Канади. Многа друга такмичења често постоје за трке између клубова, школа и универзитета у свакој нацији.

## Историја
Веслање је познато још од најстаријих времена. Кинези су први употребљавали дуге чамце на рекама и језерима, а Грци су приређивали веслачка такмичења још на Панатенејским и Истмијским играма. Прва забелжена веслачка такмичења су одржана још 1315. године у Венецији. Као спорт веслање се појавило у Енглеској у XVIII веку. Прва трка „шестераца.“ одржана је у Лондону 1715.
Модерни веслачки спорт настао је у градићу Хенлију на Темзи недалеко од Лондона. Прва хенлијевска веслачка регата одржана је 1826. Најпознатија веслачка регата, она између универзитета Оксфорд и Кембриџ почиње своју историју 1829. године и траје све до данас. Међународна веслачка федерација ФИСА (Fédéeration Internationale des Sociétés d‘Aviron) основана је у Торину 1892, а већ 1893. одржано је Прво Европско првенство, које од тада одржава сваке године.. Жене су се прикључиле од 1954. Од 1962. у неправилним размацима одржава се и првенство света. за мушке, од 1974. и за жене. Веслање није било на програму првих Олимпијских игара 1896. али већ у Паризу 1900. је уврштено у програм и од тада је присутно на свим досадашњим летњим играма у мушкој, а од 1976. и у женској конкуренцији.
Египатски погребни натпис из 1430. п. н. е. бележи да је ратник Аменхотеп (Аменофис) II такође био познат по својим вештинама веслања, иако међу научницима постоје неслагања око тога да ли је у старом Египту било такмичења у веслању. У Енеиди, Вергилије помиње веслање које је било део погребних игара које је Енеја приредио у част свог оца. У 13. веку, венецијански фестивали звани регате укључивали су између осталог и трке чамаца.
Прве познате „модерне“ веслачке трке почеле су од такмичења између професионалних водењака у Уједињеном Краљевству који су пружали трајектне и такси услуге на реци Темзи у Лондону. Награде за опкладе су често нудили Лондонски цехови и ливрејске компаније или богати власници кућа поред реке. Најстарија преживела таква трка, Догетов капут и беџ, први пут се одржала 1715. године и још увек се одржава сваке године од Лондонског моста до Челсија. Током 19. века ове трке су постале бројне и популарне, привлачећи велике масе. Наградне утакмице међу професионалцима на сличан начин су постале популарне на другим рекама широм Велике Британије у 19. веку, посебно на Тајну. У Америци, најранија позната трка датира из 1756. године у Њујорку, када је петаогер победио китоловачки чамац са Кејп Кода у трци.
Аматерско такмичење у Енглеској почело је крајем 18. века. Документовани докази из овог периода су ретки, али је познато да су 1790-их постојали Клуб чамаца Монарх на Итон колеџу и Ајсис клуб из Вестминстерске школе. Стар клуб и Ароу клуб у Лондону за господске аматере такође су постојали пре 1800. На Универзитету у Оксфорду трке су први пут организоване 1815. године када су бродски клубови Брасенос колеџа и Исус колеџа имали прву годишњу трку док су у Кембриџу прве забележене трке биле су 1827. године. Брасенос је победио Исуса са Универзитета Оксфорд и освојио прву титулу челника реке; два клуба тврде да су најстарији лађарски клубови на свету. Трка чамцима између Оксфордског универзитета и Универзитета Кембриџ први пут је одржана 1829. године и била је други међуколегијски спортски догађај (након првог Варсити крикет меча две године раније). Интересовање за прву трку чамаца и наредне мечеве довело је до тога да град Хенли на Темзи почне да буде домаћин годишње регате 1839.

## Дисциплине у веслању
Веслачки чамци су често мењали облик и конструкцију. Тако су нпр. прва помична седишта у чамцу која су употребљена 1896. изазвала велике промене у техници веслања. Постоје две врсте чамаца и представљају две веслачке форме: римен и скул. У римену, сваки веслач весла једним веслом (дужине око 3,8 метара), док у скулу весла са два весла (свако дужине око 3 метра. На енглеском се за чамац често употребљава израз shell (шкољка, љуска, костур ) и то због тога јер му је оплата често танка свега неколико милиметара да би се постигла што мања маса. Ови чамци су и врло дуги и док су они такмичарски често уски колико је код то могуће, чамци за тренинг или рекреацију могу бити и нешто шири.
Сваки је веслач леђима окренут смеру кретања чамца и сила се производи синхронизованим кретањем веслачевих ногу, трупа и руку преко весла на воду. Веслач седи на покретном седишту које се помера на две паралелне шине.
Свако весло лежи у „виљушци“ У-облика причвршћеној на металној осовини која је направљена од металних цеви и чврсто је причвршћена на труп чамца. Изузетак су неки европски рекреативни чамци код којих је виљушка директно постављена на валобран.
Типови веслачких чамаца даље су подељени према броју веслача у њима.

### Римен чамци (сваки веслач једно весло)
Ови чамци могу имати кормилара - лице које управља чамцем помоћу кормила и подстиче веслаче.
Уз назив чамца наведена је и ознака (симбол) за сваки чамац као и димензије.
- Двојац с кормиларом, ознака 2+. Два римен веслача и кормилар. Двојци су дуги 12 метара и тешки 30-так кг.
- Двојац без кормилара, ознака 2-. Два римен веслача без кормилара.
- Четверац с кормиларом, ознака 4+. Четири римен веслача и кормилар. Четверци су дуги 14 метара и тешки 50-так кг.
- Четверац без кормилара, 4-. Четири римен веслача без кормилара.
- Осмерац, 8+ Осам римен веслача с кормиларом. Осмерац је дуг око 16 метара и тежак око 100 kg.

Управљање у чамцима без кормилара (двојац и четверац) је остварено преко кормила које је системом сајли повезано за ногаре једног од веслача (ногари су упориште на којем су причвршћена веслачева стопала ).

### Скул чамци (сваки веслач два весла)
Само ретко ови чамци имају кормилара. Управљање се најчешће остварује применом веће силе на весло с једне стране чамца. Руке се укрштају, најчешће лева изнад десне, током циклуса завеслаја, и најчешће је лева испред десне у кретању.
- Скиф или самац (1 X) Један веслач - скулер. Скиф је дуг око 8 м и широк 30-так цм. Такмичарски чамци могу бити и лакши од 14 kg. Краће и шире израде се често виде као скифови за рекреацију.
- Дубл скул (2X) Два скулера. Већина дублова се могу искористити и као двојци без, кормилара уз преправку дела за римен весла. Ако се употребљава као двојац, обично се додаје и кормило. Постоје и верзије дублова за рекреацију.
- Четверац скул (4X) Четири скулера. Енглески израз је често "Quad". Обично има кормило слично као четверац без кормилара, а уз преправке за римен весла може се користити и као четверац без кормилара.
- Осмерац скул (8X) Осам скулера. Ово је врло ретка варијанта, иако се употребљава у Великој Британији, првенствено у тркама млађих категорија, код којих није дозвољено римен веслање.

### Категорије по маси
Према телесној маси веслачи се деле у две категорије:
- тешки веслачи (heavyweight, HWT) и
- лаки веслачи (lightweight, LWT).
- Лаки веслачи (M LWT). За посаде лаких веслача, 72,5 kg је појединачни максимум, док просек масе посаде у чамцу не сме бити већи од 70 kg.
- Лаке веслачице (W LWT). Појединачни максимум за веслачице је 59 kg, а просек масе посаде у чамцу не сме прећи 57 kg. У САД, жене имају само појединачни максимум, док на просек масе нема ограничења.

Такмичарски чамац се обично производи имајући у виду тежинску категорију која ће га користити. Све донедавно, на Олимпијским играма су биле заступљене само категорије тешких веслача, али су од 1996. године уведене и дисциплине за лаке веслаче, и то LM2x, LM4- i LW2x.

### Олимпијске и неолимпијске дисциплине
Тренутно је у олимпијском програму само део веслачких дисциплина. Разлог је потреба да се број такмичара на Олимпијским играма држи у договореним границама.
- Олимпијске дисциплине
  - мушки: M1x (скиф), M2- (двојац без кормилара), M4- (четверац без кормилара), M2x (дубул скул), M4Х (четверац скул), M8+ (осмерац)
  - жене: W1x (скиф), W2- (двојац без кормилара), W2x (дубул скул), W4x (четверац скул), M8+ (осмерац)
  - лаки веслачи: LM2x (лаки дубул скул), LM4- (лаки четверац без кормилара)
  - лаке веслачице: LW2x (лаки дубул скул)
- Неолимпијске дисциплине (присутне на Светским првенствима у веслању али не и на Олимпијским играма)
  - мушки: M2+ (двојац с кормиларом), M4+ (четверац с кормиларом)
  - жене: W4- (четверац без кормилара)
  - лаки веслачи: LM1x (лаки скиф), LM2- (лаки двојац без кормилара), LM4Х (лаки четверац скул ), LM8+ (лаки осмерац)
  - лаке веслачице: LW1x (лаки скиф), LW4x (лаки четверац скул)

## Веслачка такмичења

### Уобичајене дужине стазе
Трке су одвојене по категоријама: мушки (М), жене (W), тешки веслачи (HWT) и лаки веслачи (LWT) итд. које су затим подељене по дисциплинама 8+, 4+, 1x, 2x итд. На типичној регати могу се видети различите трке најављене као М8+, W8+, М4+ па тако даље до нпр. М1x и W1x. Могу постојати и одвојене трке лаких и тешких веслача које тада укључују контролно вагање лаких неко време пре старта. Постоје и поделе по искуству (школа веслања, такмичари), по узрасту (пионири, кадети, јуниори, сениори) Такође на светским и европским такмичењима постоје сениори до 23 године( сениори 'бе'- млађи сениори).
Стандардна (олимпијска) дужина стазе је 2000 м (пожељно у правцу) и најчешће има шест чамаца који се такмиче у одвојеним стазама које могу али и не морају бити одвојене бовама. Први пут су стазе на неком веслачком такмичењу одвојене бовама на Олимпијским играма 1960. у Риму. Та такмичења се одржавала на језеру Албано, недалеко од Рима, па се тако у веслачком жаргону уобичајено да се отада свака веслачка стаза подељена бовама назива „Албано стаза“. Веслачке трке трају од 5,5 до 8,5 минута, зависно од дисциплине, временских услова, току воде те психичком стању, искуству и физичкој спремности веслача. ФИСА прати и најбоља постигнута времена (светске рекорде у веслању) на службеним такмичењима на деоници од 2000 м.
Неке трке одвијају се на стази од 1000 м за старије такмичаре (Мастерс) и на 1.500 метара за млађе категорије. Стартна процедура је описана у следећем поглављу. Такође, постоје тзв. меч трке са само по два чамца системом елиминације. Тај систем се користи на чувеној Henley Royal Regatta у Енглеској.